# 指宿鉄道事業部
指宿鉄道事業部（いぶすきてつどうじぎょうぶ）とは、鹿児島県鹿児島市の鹿児島中央駅構内にあった九州旅客鉄道（JR九州）の事業部の一つであり、鹿児島支社の管轄。

## 管轄路線
※ 管轄境界駅については、指宿鉄道事業部が管理を担当していた駅を記載している。
- 指宿枕崎線（全線。ただし、鹿児島中央駅は鹿児島支社鹿児島鉄道事業部の管轄）

## 歴史
- 1999年（平成11年）6月1日 - 指宿鉄道事業部発足[1]。
- 2008年（平成20年）4月1日 - 鹿児島鉄道事業部と統合、指宿鉄道事業部廃止。

## 乗務員
乗務員基地の正式名称は、指宿鉄道事業部指宿運輸センター。

### 乗務範囲
- 指宿枕崎線（全線）